# Lucilla (cràter)
Lucilla és un cràter amb coordenades planetocèntriques de -73.79 ° de latitud nord i 307.17 ° de longitud est, sobre la superfície de l'asteroide del cinturó principal (4) Vesta. Fa 19.3 km de diàmetre. El nom adoptat com a oficial per la UAI el cinc de febrer de 2014. fa referència a Ànnia Lucil·la, augusta romana.